# Patinação de velocidade em pista curta nos Jogos Olímpicos de Inverno de 2014 - Revezamento 3000 m feminino
O revezamento 3000 m feminino da patinação de velocidade nos Jogos Olímpicos de Inverno de 2014 foi disputado no Palácio de Patinação Iceberg em Sóchi, em 18 de fevereiro de 2014.

## Medalhistas
|  | KOR Coreia do Sul                                                |  | CAN Canadá                                                         |  | ITA Itália                                                    |
|  | Shim Suk-hee Park Seung-hi Kong Sang-jeong* Cho Ha-ri Kim A-lang |  | Marie-Ève Drolet Jessica Hewitt Valérie Maltais Marianne St-Gelais |  | Arianna Fontana Lucia Peretti Martina Valcepina Elena Viviani |

* Atleta que participou da fase qualificatória

## Resultados

### Semifinais
QA — classificadas para a final A
QB — classificadas para a final B
ADV — avançou
PEN — pênalti
YC — cartão amarelo
| Pos. | Bateria | País              | Atleta                                                              | Tempo    | Notas |
| ---- | ------- | ----------------- | ------------------------------------------------------------------- | -------- | ----- |
| 1    | 1       | KOR Coreia do Sul | Shim Suk-Hee Park Seung-Hi Kong Sang-Jeong Cho Ha-Ri                | 4:08.052 | QA    |
| 2    | 1       | CAN Canadá        | Marie-Ève Drolet Jessica Hewitt Valérie Maltais Marianne St-Gelais  | 4:08.871 | QA    |
| 3    | 1       | RUS Rússia        | Olga Belyakova Tatiana Borodulina Sofia Prosvirnova Valeriya Reznik | 4:13.938 | QB    |
| 4    | 1       | HUN Hungria       | Rózsa Darázs Bernadett Heidum Andrea Keszler Szandra Lajtos         | 4:15.473 | QB    |
| 1    | 2       | CHN China         | Fan Kexin Li Jianrou Liu Qiuhong Zhou Yang                          | 4:09.555 | QA    |
| 2    | 2       | ITA Itália        | Arianna Fontana Lucia Peretti Martina Valcepina Elena Viviani       | 4:11.282 | QA    |
| 3    | 2       | JPN Japão         | Ayuko Ito Yui Sakai Biba Sakurai Sayuri Shimizu                     | 4:11.913 | QB    |
|      | 2       | NED Países Baixos | Jorien ter Mors Sanne van Kerkhof Yara van Kerkhof Lara van Ruijven | PEN      |       |

### Final

#### Final B (Consolação)
| Pos. | País        | Atleta                                                              | Tempo    | Notas |
| ---- | ----------- | ------------------------------------------------------------------- | -------- | ----- |
| 4    | RUS Rússia  | Olga Belyakova Tatiana Borodulina Sofia Prosvirnova Valeriya Reznik | 4:14.862 |       |
| 5    | JPN Japão   | Ayuko Ito Yui Sakai Biba Sakurai Sayuri Shimizu                     | 4:15.253 |       |
| 6    | HUN Hungria | Rózsa Darázs Bernadett Heidum Andrea Keszler Szandra Lajtos         | 4:24.496 |       |

#### Final A
| Pos.              | País              | Atleta                                                             | Tempo    | Notas |
| ----------------- | ----------------- | ------------------------------------------------------------------ | -------- | ----- |
| Medalha de ouro   | KOR Coreia do Sul | Shim Suk-Hee Park Seung-Hi Kim A-Lang Cho Ha-Ri                    | 4:09.498 |       |
| Medalha de prata  | CAN Canadá        | Marie-Ève Drolet Jessica Hewitt Valérie Maltais Marianne St-Gelais | 4:10.641 |       |
| Medalha de bronze | ITA Itália        | Arianna Fontana Lucia Peretti Martina Valcepina Elena Viviani      | 4:14.014 |       |
|                   | CHN China         | Fan Kexin Li Jianrou Liu Qiuhong Zhou Yang                         | -        | PEN   |

Legenda
| Recorde mundial      | Recorde mundial (World record)               |                       | Recorde africano                      | Recorde africano (African) |                                           | Q | Classificado por posição (Qualified) |
| Recorde olímpico     | Recorde olímpico (Olympic record)            | Recorde da América    | Recorde da América (Americas)         | q                          | Classificado por melhor tempo (Qualified) |   |                                      |
| Melhor marca do ano  | Melhor marca do ano (World leading)          | Recorde asiático      | Recorde asiático (Asian)              | DNS                        | Não largou (Did not start)                |   |                                      |
| Recorde nacional     | Recorde nacional (National record)           | Recorde europeu       | Recorde europeu (European)            | DNF                        | Não terminou (Did not finish)             |   |                                      |
| Recorde pessoal      | Recorde pessoal do atleta (Personal best)    | Recorde da Oceania    | Recorde da Oceania (Oceania)          | DSQ / DQ                   | Desclassificado (Disqualified)            |   |                                      |
| Recorde da temporada | Recorde da temporada do atleta (Season best) | Recorde sul-americano | Recorde sul-americano (South America) | NM                         | Sem marca (No mark)                       |   |                                      |